# Ceyxia tibiodilatata
Ceyxia tibiodilatata is een vliesvleugelig insect uit de familie bronswespen (Chalcididae). De wetenschappelijke naam is voor het eerst geldig gepubliceerd in 2009 door Andrade & Tavares.